# Бехайм, Мартин
Ма́ртин Бе́хайм (нем. Martin Behaim, лат. Martinus de Bohemia, порт. Martinho da Boémia; 6 октября 1459 — 29 июля 1507) — немецкий учёный, негоциант и мореплаватель, долгое время находившийся на португальской службе. Создатель старейшего из сохранившихся до наших дней глобуса.

## Начало карьеры

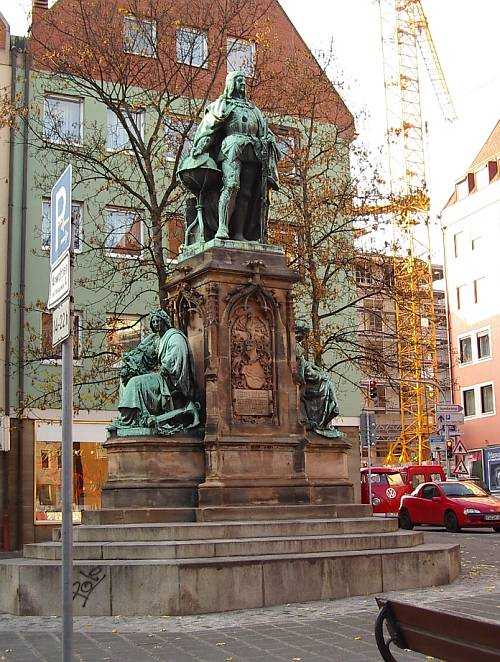
Памятник Бехайму в Нюрнберге

Родился во франконском вольном городе Нюрнберг в богатой купеческой семье, происходившей из Богемии и обосновавшейся в городе в начале XIV века. Его отец торговал с Венецией и избирался в городской сенат. Мартин с юных лет принимал участие в делах отца; после его смерти в 1474 году работал вместе со своим дядей Леонардом и Йориусом ван Дорппом, торговцем тканями из Мехелена, посещал ярмарку во Франкфурте. В 1478 году переселился в Антверпен, где работал в красильной мастерской; там же обучился арифметике. Есть сведения, что Бехайм учился у Иоганна Мюллера, крупнейшего астронома и математика того времени.

## Жизнь в Португалии
В 1484 году Бехайм впервые появился в Лиссабоне, с торговыми целями (в то время расширялись связи Португалии с Фландрией и Ганзой); через год был посвящён в рыцари королём Жуаном II. В 1488 году он женился на дочери своего друга Йосса ван Хуртера, фламандца на португальской службе, занимавшего пост губернатора островов Пику и Файал (из Азорского архипелага), и поселился на Азорах. Брак позволил Бехайму приблизиться ко двору и, возможно, получить должность придворного астронома и картографа.
Испанский хронист Антонио де Эррера в сочинении «Всеобщая история Индии» утверждает, что с Бехаймом встречался Колумб и обсуждал проект плавания в Индию в западном направлении. По словам историка, Колумб «нашёл подтверждение своему мнению у Мартина из Богемии, друга своего, португальца, выходца с острова Файал и многосведущего космографа». Бехайм был также близок к «кружку математиков» — обществу придворных учёных, занимавшихся прежде всего вопросами физики, астрономии и навигации.
Сохранились сведения, что Бехайм участвовал в плавании Диогу Кана к берегам Африки (1484). Экспедиция продлилась 19 месяцев; за это время португальцы открыли неизвестные ранее области Гамбии и Гвинеи, установили контакты с народом волоф, дошли до устья реки Конго и вернулись с грузом пряностей (перца и корицы).

## Возвращение в Нюрнберг. Изготовление глобуса

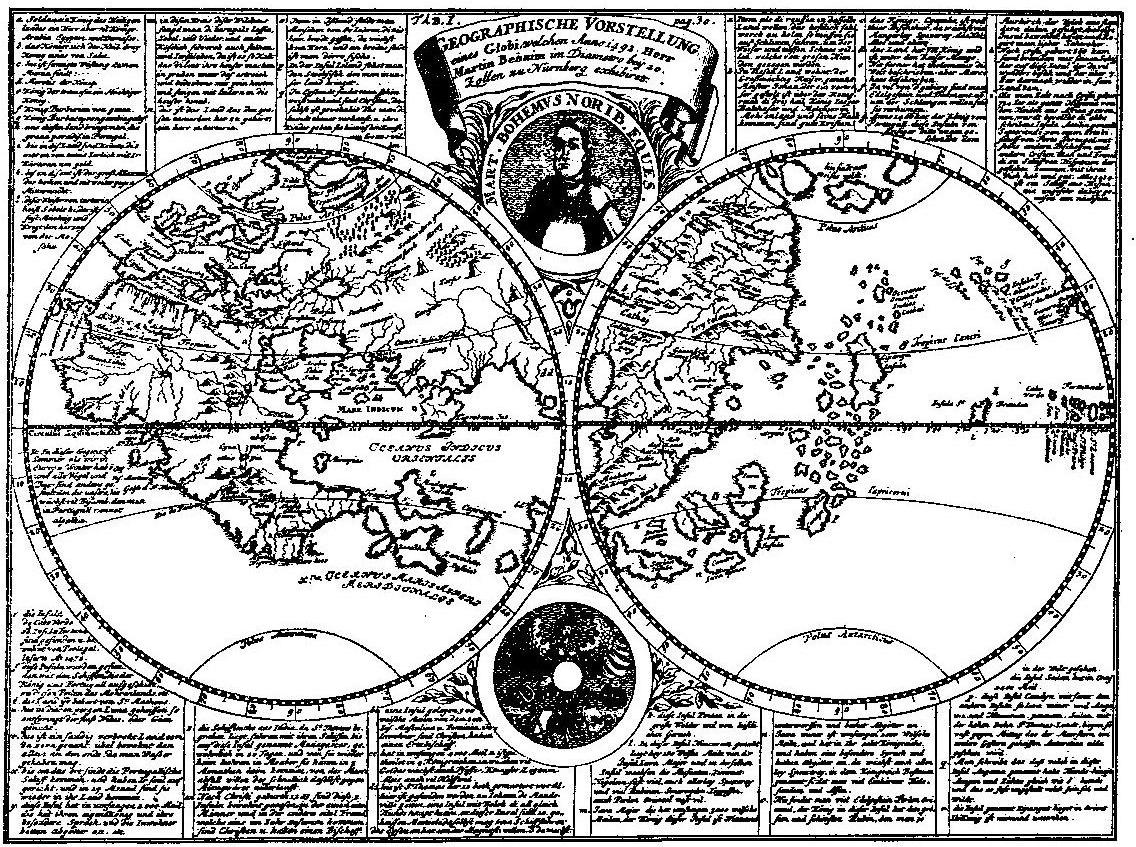
Карта 1889 года, повторяющая контуры карты на глобусе Бехайма

В 1490 году Бехайм вернулся в родной город по торговым делам, а также за получением оставленного матерью наследства. Георг Хольцшуэр, член городского совета, путешествовавший в Египет и Святую землю и интересовавшийся географическими открытиями, убедил его остаться в городе и создать глобус, на котором были бы отражены последние открытия португальцев. К 1492 году глобус был готов; на нём были отражены географические познания европейцев накануне открытия Америки. Величина глобуса, прозванного «Земным яблоком», — 507 мм в диаметре; на нём нет указаний широты и долготы по современному методу, но есть экватор, меридианы, тропики и изображения знаков зодиака. На глобусе встречаются те же географические ошибки, что и в картах . Также представлены краткие описания различных стран и изображения их жителей.

## Конец жизни
В июле 1493 года Мартин Бехайм отправился обратно в Португалию. Сведения о его жизни после создания «Земного яблока» крайне скупы. Известно, что он занимался торговлей на острове Файал до 1506 года, а затем переехал в Лиссабон, где и умер 29 июля 1507 в большой бедности, причины которой неизвестны.

## Память
В 1935 г. Международный астрономический союз присвоил имя Мартина Бехайма кратеру на видимой стороне Луны.